# Schlummerland (Film)
Schlummerland ist ein US-amerikanischer Fantasyfilm von Francis Lawrence aus dem Jahr 2022. Er basiert lose auf der Comicreihe Little Nemo von Winsor McCay. Der Film wurde am 18. November 2022 weltweit über Netflix veröffentlicht.

## Handlung
Das junge Mädchen Nemo lebt mit ihrem Vater Peter nach dem Tod ihrer Mutter auf einem Leuchtturm auf einer Insel im Meer. Peter bringt seiner Tochter alle wichtigen Dinge über den Leuchtturm bei, damit sie irgendwann seinen Platz einnehmen kann. Als Gutenachtgeschichte erzählt er von wilden und gefährlichen Abenteuern, die er mit seinem besten Freund Flip erlebte. In einer Geschichte ging es um eine Höhle in der sich magische Perlen, die jeden Wunsch erfüllen können, befinden. Eines Abends muss Peter hinaus aufs Meer und kommt bei einem Rettungsversuch um. Nemo muss zu ihrem Onkel, dem verschrobenen Türknauf-Designer Philip, der seit Jahren alleine lebt.
Dieser gibt sich zwar Mühe, doch Nemo vermisst ihren Vater sehr. Sie langweilt sich und auch an der Schule findet sie keinen Anschluss. Eines Nachts wird sie von ihrem Stofftier, einem Schwein, das sie auch auf den Namen „Schwein“ getauft hat, geweckt. Sie landet in „Schlummerland“, einer Fantasywelt, die auf unseren Träumen beruht. Sie schlägt sich bis zum Leuchtturm durch, wo sie auf Flip trifft, den Mann aus den Geschichten ihres Vaters. Sie versucht ihn zu überreden, die magischen Perlen zu suchen. Flip ist sehr an einer magischen Karte interessiert, die sich im Leuchtturm befinden soll, doch Nemo weiß nichts davon. Er stößt sie dann einfach eine Klippe hinunter, um sie aufzuwecken.
In der echten Welt sucht sie die Karte und findet sie auch. Zurück im Schlummerland überzeugt sie Flip, dass sie die Perlen nur gemeinsam finden können. So macht Flip sie mit den Regeln des Traumreisens vertraut und warnt sie vor dem Büro für Schlaf-Angelegenheiten (BoSA). Insbesondere Agentin Green ist hinter Flip her. Während der Suche stoßen sie auf Alpträume in Form eines Kraken, der sie verfolgt.
Nach einigen Abenteuern wird Flip, der offensichtlich nie wach ist und nur in den Träumen lebt, geschnappt. Nemo gelingt jedoch die Flucht in die Wachwelt. Dort zeigt Philip ihr ein Video von ihm und seinem Bruder Peter. Sie erkennt nun in Philip die wache Seite von Flip, die er verdrängt hat, was schließlich zum Bruch zwischen den beiden Brüdern geführt hat. Nemo plant nun, wie sie Flip befreien kann. Nemo befreit Flip aus dem BoSA und die beiden schlagen sich durch mehrere Träume zum Leuchtturm durch. Dort erklärt Nemo Flip, wer er wirklich ist, doch dieser verdrängt dies. Gerade als sie zu den Perlen tauchen wollen, wird Nemo von ihrer Direktorin geweckt.
Trotz dem nun folgenden Hausarrest schleicht sich Nemo aus dem Apartment und macht sich in der wirklichen Welt mit dem Boot auf den Weg zum Leuchtturm. Dort gerät sie in Seenot und verliert das Bewusstsein. So versucht sie im Schlummerland nach den Perlen zu suchen, während sie in der realen Welt zu ertrinken droht. Es ist Philip, der die Küstenwache alarmiert und sie schließlich aus dem Wasser zieht. Vorher hat Nemo jedoch eine Perle gefunden. Sie verbraucht den Wunsch, um Flip zu retten, der in den Fängen eines Alptraums ist. Green taucht aber auch noch auf und übergibt ihr eine weitere Perle. So kann sie sich ihren Vater herbei wünschen und die beiden verbringen etwas Zeit miteinander, bevor er für immer verschwindet.
Philip und Flip sind nun wieder eins. Während Nemo und er in der realen Welt an ihrer Beziehung zueinander arbeiten, treffen sie sich nachts in ihren Träumen, um gemeinsame Abenteuer zu erleben.

## Produktion und Veröffentlichung
Der Film wurde 2020 als Verfilmung von Little Nemo mit Hauptdarsteller Jason Momoa und Regisseur Francis Lawrence angekündigt. Ursprünglich war die Produktion für den Sommer 2020 geplant, musste jedoch auf Grund der COVID-19-Pandemie verschoben werden. Stattdessen wurde der Film vom 18. Februar 2021 bis zum 19. Mai 2021 in Toronto gedreht. Das Budget betrug etwa 150 Millionen US-Dollar.
Der Film erschien schließlich am 18. November 2022 weltweit über Netflix.

## Synchronisation
Die Synchronisation wurde vom Studio Interopa Film umgesetzt. Die Dialogregie übernahm Nico Sablik nach einem Dialogbuch von Tobias Neumann.
| Rolle       | Darsteller        | Synchronsprecher    |
| ----------- | ----------------- | ------------------- |
| Nemo        | Marlow Barkley    | Ellis Drews         |
| Flip        | Jason Momoa       | Matti Klemm         |
| Philip      | Chris O’Dowd      | Rainer Fritzsche    |
| Peter       | Kyle Chandler     | Thomas Nero Wolff   |
| Agent Green | Weruche Opia      | Marieke Oeffinger   |
| Baby        | Ken Hall          | Nico Sablik         |
| Carla       | Yanna McIntosh    | Svantje Wascher     |
| Emmett      | Jacob So          | Emilio Sablik       |
| Frank       | Owais Sheikh      | Marius Clarén       |
| Jamal       | Chris D’Silva     | Julius Monheim      |
| Kanadier    | Izaak Smith       | Tobias Kluckert     |
| Mrs. Arya   | India de Beaufort | Mareile Moeller     |
| Pilot       | Andre Sills       | Stefan Weißenburger |

## Rezeption

### Streaming
In der ersten Woche vom 21. bis 27. November erreichte der Film über eine Milliarde Minuten Watchtime, was ihn zum fünfterfolgreichsten Streamingangebot in diesem Zeitraum machte.

### Kritiken
Das Lexikon des internationalen Films urteilte: „Ein mit schrägem Humor grundiertes Fantasy-Abenteuer frei nach den ‚Little Nemo‘-Comics, das großes Spektakel mit einer Geschichte verbindet, bei der es um die innere Reise einer trauernden jugendlichen Heldin und den Prozess des Loslassens und Sich-Einlassens auf Neues geht.“
Auf Kinderfilmblog schrieb der Rezensent Rochus Wolff: „Die Außenwelt der Stadt ist sehr symmetrisch auf Zentralperspektive gefilmt und wirkt dadurch hyperreal, also eigentlich irreal, jedenfalls künstlich, konstruiert in einem sehr menschenunfreundlichen Sinne. Das Organische findet sich dann eher in den Traumwelten wieder, der Wille nach Abenteuer und Aufbruch. Beziehungsweise für Nemo vor allem: die Rückkehr zu ihrem Vater, zum Bewährten, Bekannten. Es wäre schön, wenn der Film diese Ambivalenz nicht unter einem tosenden Action-Adventure begraben würde“.

### Auszeichnungen
VES Awards 2023
- Nominierung für die Besten animierten Charaktere in einem fotorealistischen Spielfilm (Pig)
- Nominierung für die Beste erstellte Umgebung in einem fotorealistischen Spielfilm (The Wondrous Cuban Hotel Dream)[12]